# Derebucak (district)
Derebucak is een Turks district in de provincie Konya en telt 9.740 inwoners (2007). Het district heeft een oppervlakte van 478,6 km². Hoofdplaats is Derebucak.
De bevolkingsontwikkeling van het district is weergegeven in onderstaande tabel.
| 1997   | 2000   | 2007  |
| ------ | ------ | ----- |
| 18.910 | 19.053 | 9.740 |